# Mogens Jensen (político)
Mogens Jensen (nacido el 31 de octubre de 1963) es un político danés que se desempeñó como Ministro de Alimentación, Agricultura y Pesca, Ministro de Equidad de Género y Ministro de Cooperación Nórdica desde 2019 hasta noviembre de 2020, cuando se vio forzado a renunciar por el mal manejo durante la orden de sacrificar la población de visones en todo el país.

## Primeros años
Jensen nació en Nykøbing Mors, sus padres son Harry Jensen y Ebba Møller Jensen.

## Carrera política
Jensen fue elegido miembro del Folketing por los socialdemócratas en las elecciones parlamentarias de 2005.
En el gobierno de la primera ministra Helle Thorning-Schmidt, Jensen se desempeñó como Ministro de Comercio y Cooperación para el Desarrollo desde 2013 hasta 2014. En respuesta a la introducción de una ley ugandesa que imponía duras penas por homosexualidad en 2014, lideró la iniciativa de Dinamarca de desviar 50 millones de coronas (9 millones de dólares) de ayuda para el desarrollo del gobierno de Uganda. Además, bajo su liderazgo, Dinamarca se unió al Banco Asiático de Inversión en Infraestructura (AIIB, por sus siglas en inglés) en 2015.
Jensen fue nombrado Ministro de Alimentación, Agricultura y Pesca, Ministro de Igualdad de Género y Ministro de Cooperación Nórdica en el Gobierno Frederiksen I el 27 de junio de 2019. Se vio forzado a renunciar el 18 de noviembre de 2020 debido a que por actuar rápido, dio la orden sin sustento legal de sacrificar a todos los visones de la industria de producción de pieles, con el objetivo de prevenir mutaciones dañinas del coronavirus (Cluster 5) dentro de esa población, lo cual podría provocar que, las vacunas que están en desarrollo, perdieran su efectividad.
Además de su papel en el parlamento, Jensen se desempeñó como miembro de la delegación danesa en la Asamblea Parlamentaria del Consejo de Europa desde 2008 hasta 2019. En el pasado se ha desempeñado como relator de la Asamblea sobre gobernanza deportiva (2018).